# Hedeoma rzedowskii
Hedeoma rzedowskii là một loài thực vật có hoa trong họ Hoa môi. Loài này được B.L.Turner mô tả khoa học đầu tiên năm 1994.